# Walka na poduszki

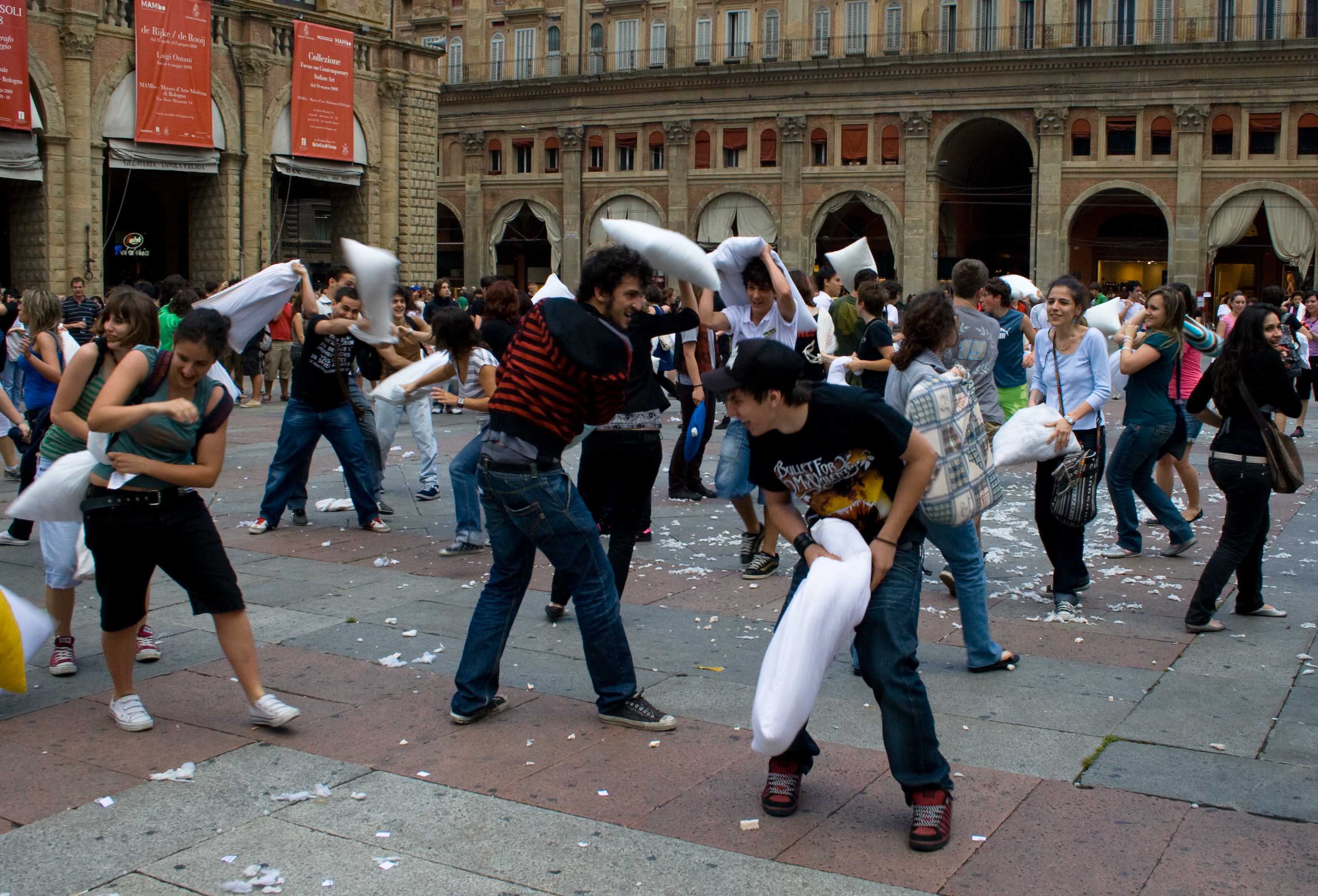
Walka na poduszki w Bolonii (2008)

Walka na poduszki – popularna zabawa, w której zwykle biorą udział dzieci, atakujące się nawzajem poduszkami. 
Ponieważ poduszki są miękkie, rzadko prowadzi to do urazów. Uderzenie poduszką może jednak przewrócić młodą osobę, zwłaszcza na miękkim podłożu takim jak łóżko, które jest częstym miejscem gry. Dawniej zdarzało się, że poduszki w czasie walki rozrywały się, a pierze znajdujące się w nich rozsypywało się po całym pokoju (motyw często wykorzystywany w filmach). Współczesne poduszki zwykle są mocniejsze z jednolitym sztucznym wypełnieniem, podobne sytuacje nie mają więc miejsca. 

## Związki kulturowe
- W 2005 studenci z Groningen ustalili rekord na największą na świecie walkę na poduszki z 2997 uczestnikami, obserwowaną przez przedstawicieli rekordów Guinnessa.
- Walki na poduszki stały się ważnym elementem kultury flash mob.
- Walkę na poduszki jako element gry wstępnej proponowała dr Michalina Wisłocka w swojej głośnej książce Sztuka kochania.